# Viola flavicans
Viola flavicans är en violväxtart som beskrevs av Hugh Algernon Weddell. Viola flavicans ingår i släktet violer, och familjen violväxter. Inga underarter finns listade i Catalogue of Life.